# Джаянаша
Шри Джаянаша (Джайянаша, Джайянаса или Джаянага) — первый известный царь средневекового малайского государства Шривиджайя (о. Суматра), правивший в последней четверти VII века. Упоминается с титулом «божественный владыка» (punta hiyang) в надписи из Таланг Туво, датированной 684 годом. Считается основателем Шривиджайской империи, подчинившим суматранское царство Малайю и начавшим завоевание Явы. Поддерживал дипломатические отношения с китайской империей Тан.

## Сведения о внутренней политике

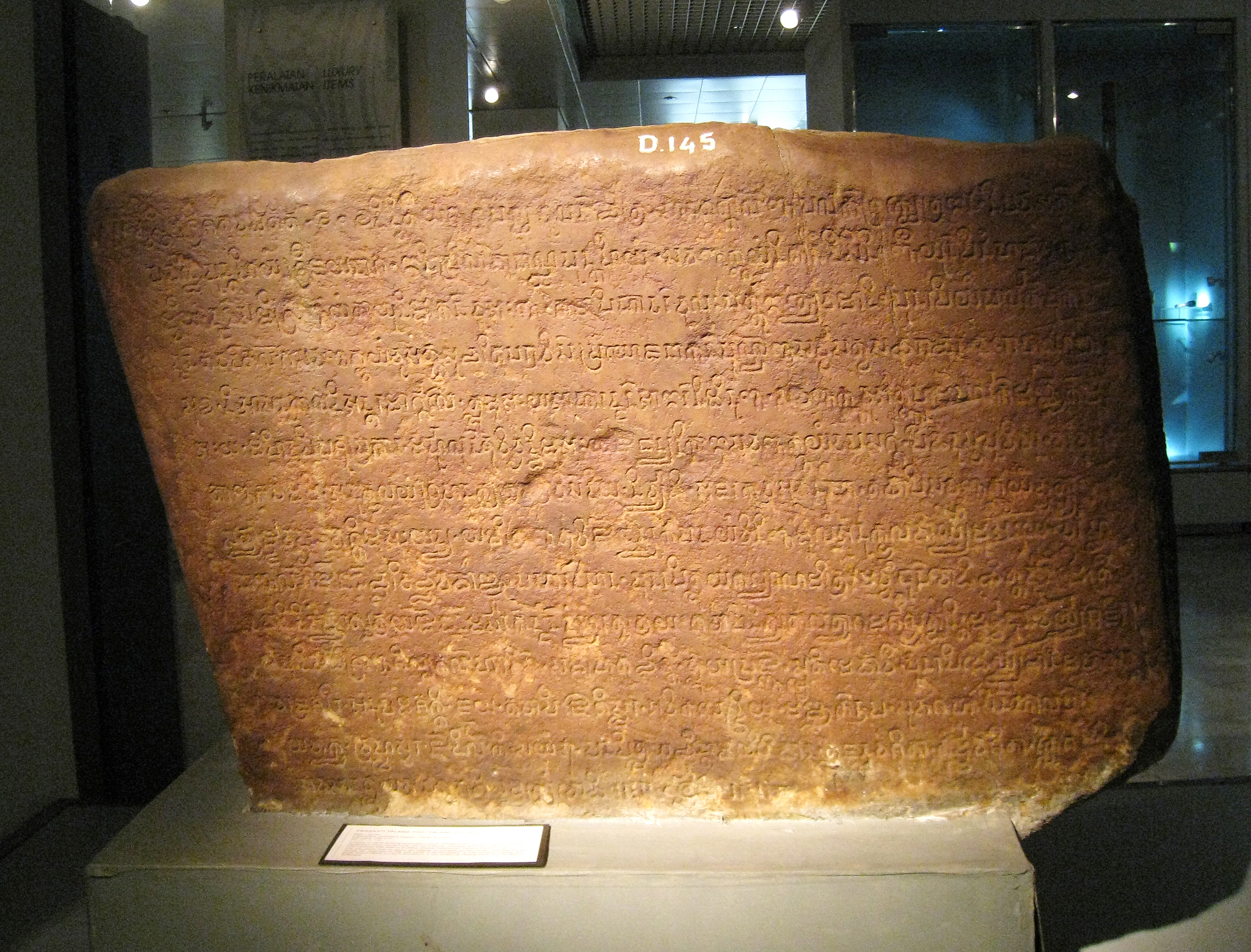
Надпись из Таланг Туво. 684 год

## Сведения о внешней политике

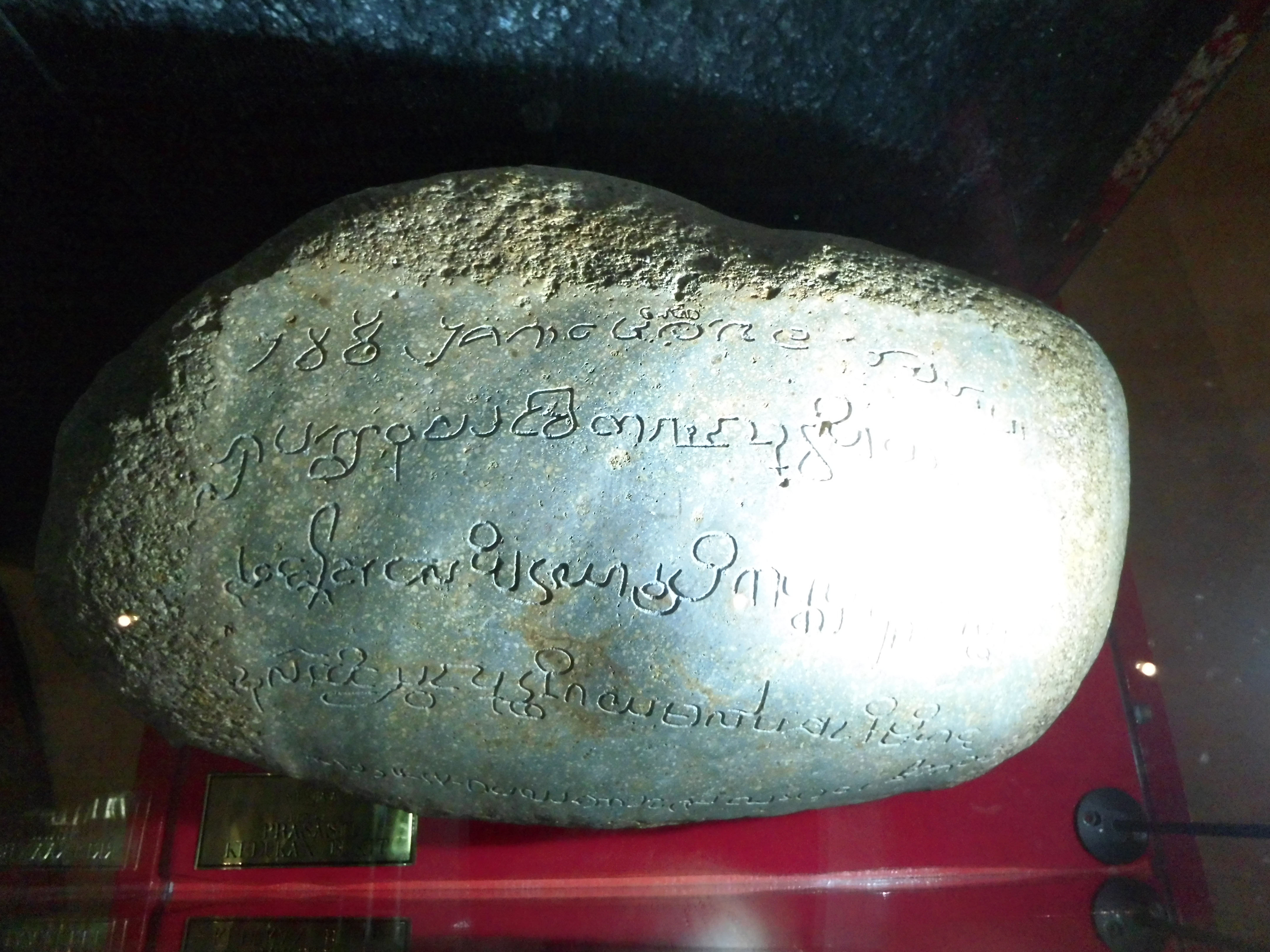
Надпись из Кедукан Букит. 682 год

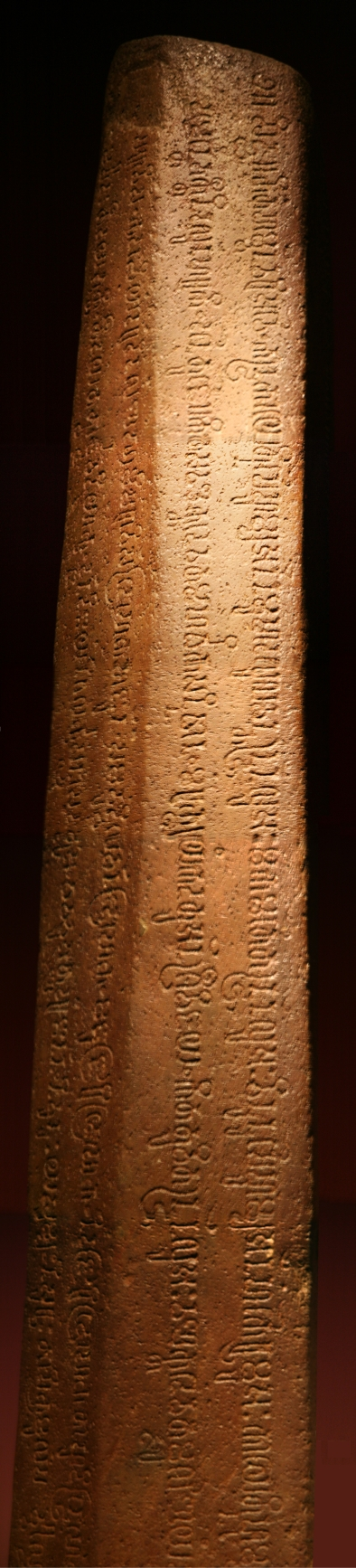
Надпись из Кота Капур. 686 год